# Отвил на Мору
Отвил на Мору (фр. Hauteville-sur-Mer) насеље је и општина у северној Француској у региону Доња Нормандија, у департману Манш која припада префектури Кутанс.
По подацима из 2011. године у општини је живело 667 становника, а густина насељености је износила 201,51 становника/km². Општина се простире на површини од 3,31 km². Налази се на средњој надморској висини од 20 метара (максималној 48 m, а минималној 0 m).

## Демографија
| 1962. | 1968. | 1975. | 1982. | 1990. | 1999. | 2011. |
| ----- | ----- | ----- | ----- | ----- | ----- | ----- |
| 501   | 537   | 580   | 597   | 558   | 615   | 667   |

График промене броја становника у току последњих година